# Brunellia subsessilis
Brunellia subsessilis är en tvåhjärtbladig växtart som beskrevs av Killip & Cuatrec.. Brunellia subsessilis ingår i släktet Brunellia och familjen Brunelliaceae. Inga underarter finns listade i Catalogue of Life.